# سیلاس کاتومپا موومپا
سیلاس کاتومپا موومپا (انگلیسی: Silas Katompa Mvumpa؛ زادهٔ ۶ اکتبر ۱۹۹۸) بازیکن فوتبال اهل جمهوری دموکراتیک کنگو است که در پست مهاجم بازی می‌کند.
از باشگاه‌هایی که در آن بازی کرده‌است می‌توان به باشگاه فوتبال پاریس و باشگاه فوتبال اشتوتگارت اشاره کرد.
وی همچنین در تیم ملی فوتبال جمهوری دموکراتیک کنگو بازی کرده‌است.

## دوران ملی
موومپا برای اولین بار، در بازی‌های مقدماتی جام‌ملت‌های آفریقا ۲۰۲۳، در تاریخ ۲۴ مارس ۲۰۲۳، مقابل تیم ملی فوتبال موریتانی برای تیم ملی فوتبال جمهوری دموکراتیک کنگو بازی کرد که با نتیجه ۳ بر ۱ به سود کشورش به پایان رسید.